# Borovichí
Borovichí (del ruso: Боровичи) es una ciudad ubicada en el óblast de Nóvgorod, Rusia, a orillas del río Msta, a 194 km de Nóvgorod, la capital del óblast. Su población el año 2005 era de 57 500 habitantes.

## Historia
Borovichí posee el estatus de ciudad desde el 28 de mayo de 1770, el cual le fue otorgado por Catalina la Grande. 
Es un centro industrial que produce materiales refractarios, maquinaria, muebles etc. 

## Nativos famosos
El distrito de Borovichí es patria del gran general ruso Aleksandr Suvórov (1729-1800) y del famoso etnógrafo Nicolás Miklujo-Maklay (1846-1888).